# Cephalaspis
Cephalaspis is een geslacht van kleine, uitgestorven gepantserde vissen uit de klasse van de Osteostraci dat leefde in het Devoon. De vissen kwamen voor op het noordelijk halfrond.
De Cephalaspis beschikte vermoedelijk over een huid die gevoelig was voor vibraties, en was in staat een elektrisch veld te genereren waarmee predatoren waargenomen konden worden. Tot die predatoren behoorden de Placodermi en de Eurypterida.

## Beschrijving
De kop met de bovenliggende ogen was in verhouding tot het lichaam groot, het feitelijke staartgedeelte maar klein. Het halfronde kopschild was voorzien van twee zijdelingse doornachtige uitsteeksels en een dorsale. Ze zullen ongeveer op dezelfde manier hebben geleefd als de trilobieten, de zeebodem afschuimend met de kleine, onderstandige kaakloze mond.
Net als zijn familieleden was Cephalaspis zwaar gepantserd, vermoedelijk om zich te verdedigen tegen roofzuchtige placodermi en eurypteriden en om te dienen als een bron van calcium voor metabole functies in calciumarme zoetwateromgevingen. Het had sensorische plekken langs de rand en midden van zijn hoofdschild, dat werd gebruikt om wormen en andere gravende organismen in de modder te detecteren.

## Leefwijze
Deze tweeëntwintig centimeter lange vis leefde in het zoete water van beken en poelen. Omdat zijn mond zich direct onder zijn kop bevond, werd Cephalaspis beschouwd als een bodemvoeder, verwant aan een zwaar gepantserde meerval of steur. Het bewoog zijn ploegachtige kop heen en weer, Cephalaspis roerde gemakkelijk zand en stof in het water, samen met het onthullen van de schuilplaatsen van zijn prooi, het opgraven van wormen of schaaldieren verborgen in de modder en algen, evenals het zeven door detritus (afgeleid van het gebrek aan kaken en onvermogen om te bijten).

## Vondsten
Fossielen van deze vis werden gevonden in Europa, Azië en Noord-Amerika.

## Classificatie
Het geslacht Cephalaspis wordt al lang als een prullenbaktaxon gebruikt sinds Louis Agassiz het in 1835 oprichtte voor de vier soorten C. lyelli, C. rostratus, C. lewisi en C. lloydi. Later werd uiteindelijk bepaald dat de laatste drie soorten delen waren van wat uiteindelijk zou worden beschreven als de Heterostraci Pteraspis rostratus. C. lyelli, genoemd naar Sir Charles Lyell en zou worden overgelaten aan het typesoort van het geslacht. Andere onderzoekers zouden doorgaan met het toevoegen van andere op elkaar lijkende Osteostraci door de decennia heen totdat Sansom in 2009 Osteostraci opnieuw evalueerde en besloot dat alleen C. lyelli betrouwbaar in Cephalaspis kon worden geplaatst en dat waarschijnlijk alle andere soorten uiteindelijk opnieuw zouden moeten worden onderzocht en geplaatst in andere geslachten. In hetzelfde onderzoek uit 2009 bepaalde Sansom ook dat Cephalaspis sensu stricto het zustertaxon was van Cornuate osteostracans, d.w.z. alle Osteostraci die voorouders hadden of hebben die hoeken op de hoofdschermen hadden gedefinieerd.

## Soorten
Hieronder een lijst van soorten die zijn opgenomen in Cephalaspis. Hoogstwaarschijnlijk behoren ze niet tot het geslacht, maar zijn ze niet formeel verplaatst.
- †Cephalaspis lyelli (Agassiz, 1835) (type species)
- †"Cephalaspis" aarhusi (Wangsjö, 1952)
- †"Cephalaspis" agassizi (Lankester, 1868)
- †"Cephalaspis" brevirostris (Denison, 1952)
- †"Cephalaspis" broughi (Wangsjö, 1952)
- †Cephalaspis cradleyensis (Stensiö, 1932)
- †"Cephalaspis" dissimulata (Wangsjö, 1952)
- †"Cephalaspis" doryphorus (Wangsjö, 1952)
- †"Cephalaspis" fletti (Stensiö, 1932)
- †"Cephalaspis" fraticornis (Wangsjö, 1952)
- †"Cephalaspis" hyperboreus (Wangsjö, 1952)
- †"Cephalaspis" lankestri (Stensiö, 1932)
- †"Cephalaspis" lornensis (Traquair, 1899)
- †"Cephalaspis" microlepidota (Balabai, 1962)
- †"Cephalaspis" novaescotiae (Denison, 1955)
- †"Cephalaspis" platycephalus (Wangsjö, 1952)
- †"Cephalaspis" producta (Wangsjö, 1952)
- †"Cephalaspis" recticornis (Wangsjö, 1952)
- †"Cephalaspis" spinifer (Stensiö, 1923)
- †"Cephalaspis" tenuicornis (Wangsjö, 1952)
- †"Cephalaspis" verrulosa (Wangsjö, 1952)
- †"Cephalaspis" websteri (Stensiö, 1932)
- †"Cephalaspis" whitbachensis (Stensiö, 1932)
- †"Cephalaspis" wyomingensis (Denison, 1952)

## Soorten Cephalaspis die opnieuw zijn toegewezen
- †Cephalaspis corystis (Wangsjö, 1952) = Machairaspis corystis
- †Cephalaspis excellens (Wangsjö, 1952) = Waengsjoeaspis excellens
- †Cephalaspis elegans (Balabai, 1962) = Zychaspis siemiradzkii
- †Cephalaspis hastata (Wangsjö, 1952) = Machairaspis hastata
- †Cephalaspis hoeli (Stensiö, 1927) = Mimetaspis hoeli
- †Cephalaspis ibex (Wangsjö, 1952) = Machairaspis ibex
- †Cephalaspis jarviki (Wangsjö, 1952) = Diademaspis jarviki
- †Cephalaspis magnifica (Traquair, 1893) = Trewinia magnifica
- †Cephalaspis microtuberculata (Obruchev, 1961) = Escuminaspis laticeps
- †Cephalaspis pagei (Lankester, 1868) = Janaspis pagei
- †Cephalaspis patteni (Robertson, 1936) = Levesquaspis patteni
- †Cephalaspis powriei (Lankester, 1868) = Janaspis powriei
- †Cephalaspis rosamundae (Roberts, 1937) = Escuminaspis laticeps
- †Cephalaspis rostrata (Agassiz, 1835) = Pteraspis rostrata
- †Cephalaspis salweyi (Egerton, 1857) = Zenaspis salweyi
- †Cephalaspis utahensis (Branson & Mehl, 1931) = Camptaspis utahensis

## Andere soorten ooit toegewezen aan Cephalaspis
- †Cephalaspis abergavenniensis (White, 1963)
- †Cephalaspis acuticornis (Stensiö, 1927)
- †Cephalaspis billcrofti (White & Toombs, 1983)
- †Cephalaspis campbelltonensis (Whiteaves, 1881)
- †Cephalaspis cocculi (MacGillivray, 1921)
- †Cephalaspis cwmmillensis (White & Toombs, 1983)
- †Cephalaspis dawsoni (Lankester, 1870)
- †Cephalaspis djurinensis (Balabai, 1962)
- †Cephalaspis grabrielsei (Dineley & Loeffler, ?)
- †Cephalaspis isachseni (Stensiö, 1927)
- †Cephalaspis jexi (Traquair, 1893)
- †Cephalaspis peninsula (Pageau, 1969)
- †Cephalaspis schrenckii (Pander, ?)
- †Cephalaspis sp. "Forfar" (Trewin & Davidson, 1996)
- †Cephalaspis syndenhami (Pageau, 1969)
- †Cephalaspis traquairi (Stensio, ?)
- †Cephalaspis uternaria (?)
- †Cephalaspis vogti (Stensiö, 1927)
- †Cephalaspis watneliei (Stensiö, 1927)
- †Cephalaspis westolli (Russell, 1954)